# Ostropomicètides
Els ostropomicètids (Ostropomycetidae) són una subclasse de fongs ascomicots de la classe Lecanoromycetes. Les seves espècies estan majoritàriament liquenitzades (formen líquens).

## Taxonomia
La subclasse Ostropomycetidae inclous nou ordres:
- Ordre Baeomycetales
- Ordre Graphidales
- Ordre Gyalectales
- Ordre Odontotrematales
- Ordre Ostropales
- Ordre Pertusariales
- Ordre Sarrameanales
- Ordre Schaereriales
- Ordre Thelenellales